# Eladio Sánchez
Pour les articles homonymes, voir Sánchez.
Sánchez  Prado est un nom espagnol. Le premier nom de famille, en général paternel, est Sánchez ; le second, en général maternel, souvent omis, est Prado.
Eladio Sánchez Prado est un coureur cycliste espagnol, né le 12 juillet 1984 à Castro-Urdiales. Il est devenu professionnel en 2005 au sein de l'équipe Liberty Seguros-Würth.

## Palmarès sur route

### Par année
- 2004
  -  Champion d'Espagne du contre-la-montre espoirs
  - Gran Premio San José
  - 3e étape du Tour de Salamanque
  - 2e du Premio Primavera
  - 3e de l'Antzuola Saria
- 2005
  - Tour de la Bidassoa :
    - Classement général
    - 3eb étape (contre-la-montre)

  - 2e de la Subida a Gorla
  - 2e du Trofeo Santiago en Cos
  - 2e du Mémorial Juan Manuel Santisteban
  -  Médaillé d'argent de la course en ligne des Jeux méditerranéens
  - 3e du Grand Prix Macario
- 2008
  - 2e du Tour du Loir-et-Cher

### Classements mondiaux
| Année           | 2008 |
| --------------- | ---- |
| UCI Europe Tour | 463e |

## Palmarès en cyclo-cross
- 1999-2000
  - 2e du championnat d'Espagne de cyclo-cross cadets
- 2001-2002
  -  Champion d'Espagne de cyclo-cross juniors
- 2006-2007
  - Champion de Cantabrie de cyclo-cross